# 河田渡船
河田渡船（こうだとせん）は、木曽川で運航されていた渡し船である。河田の渡しとも称する。

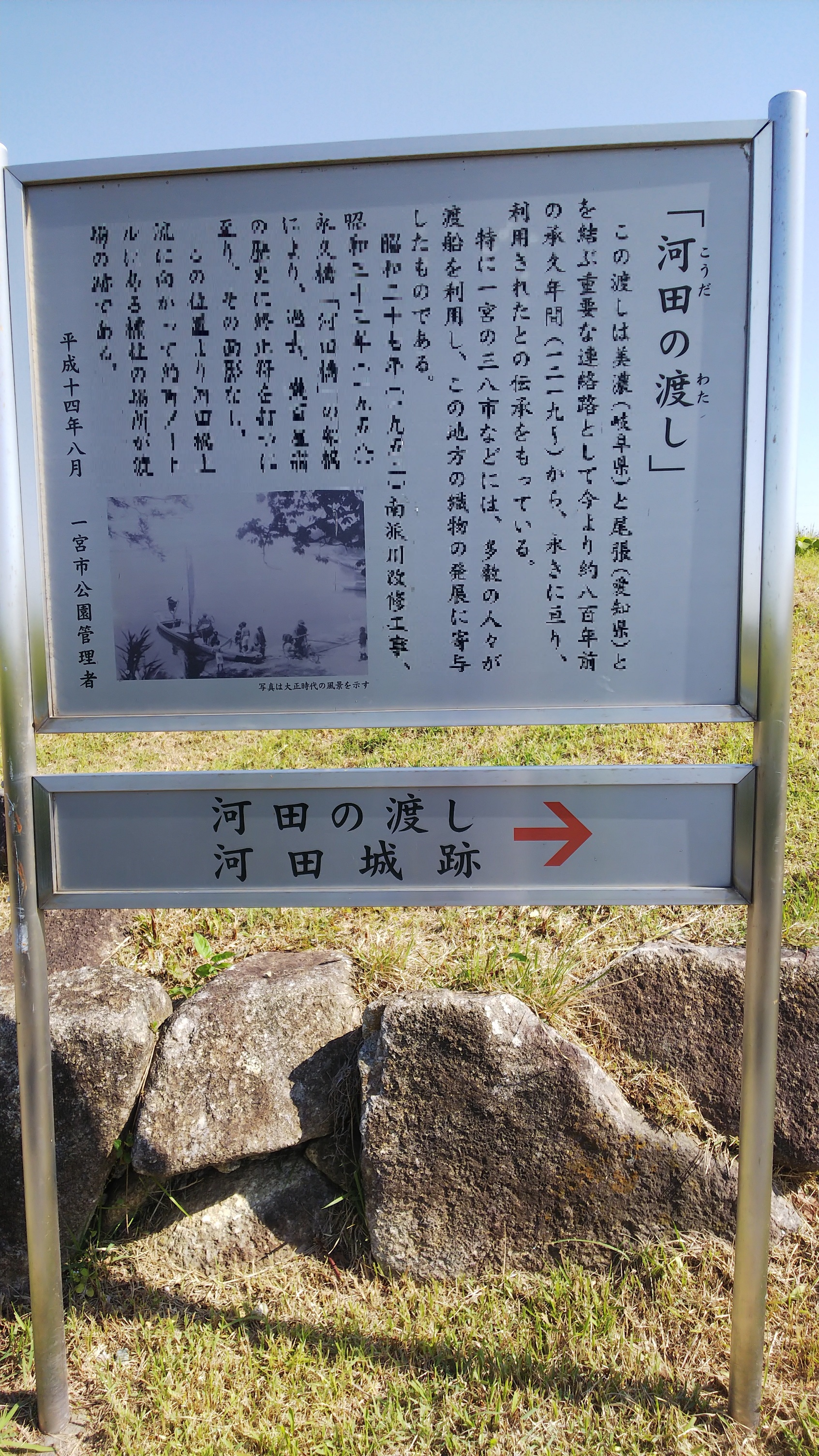
愛知県側の河田の渡し解説版

## 概要
岐阜県羽島郡川島村大字松原島字河田島東（現在の岐阜県各務原市川島松原町）と愛知県葉栗郡浅井町大字河田字上新田（現在の愛知県一宮市浅井町河田）の間の木曽川（南派川）で運航された渡船である。河田橋の上流約100メートルに設置されていた。
渡船名の「河田」は、美濃河田（現在の岐阜県各務原市川島河田町）と尾張河田（現在の愛知県一宮市浅井町河田）を結ぶ渡船であったことからという。北方渡船と内田渡船の中間に位置していた。
各務原市側、一宮市側に案内板が設置されている。

## 歴史
- 鎌倉時代の承久年間に、河田往還道の渡船として設置されたという。
- 1221年（承久3年） - 承久の乱で幕府軍の東海道軍の一部が河田渡船を使用する。
- 1584年（天正12年） - 小牧・長久手の戦いで、羽柴秀吉は交通の要所であった河田渡船の近くに河田城を築く。戦い終了後、廃城となった下奈良城の諸道具は河田城に集められ、河田渡船で美濃国に送られたという。
- 1586年（天正14年）6月24日 - 木曽川の洪水により現在の木曽川の流路の元ができる。河田渡船のあった場所の川幅が広くなる。
- 1600年（慶長5年） - 関ヶ原の戦いの前哨戦の河田木曽川渡河の戦いが行われ、河田渡船が利用される。
- 1727年（享保12年） - 真清田神社の門前で定期市として三八市が始まる。このことにより河田渡船の利用者が増加する。
- 明治初期の運賃は3厘。
- 1922年（大正11年）7月 - 初代の河田橋（木製）が架橋される。この時は河田渡船は廃止されなかった。
- 1923年（大正12年） - 浅井那加停車場線（現在の県道一宮各務原線）が県道の認定を受ける。
- 1931年（昭和6年）7月 - 2代目の河田橋（木製）が架橋され、河田渡船は廃止される。その後、河田橋が洪水で破損、流出するたびに臨時の渡船として運航される。
- 1958年（昭和33年） - 現在の3代目の河田橋が架橋され、完全に廃止される。